# Infected Rain
Infected Rain ist eine Nu-Metal-Band aus der Republik Moldau, die 2008 in Chișinău gegründet wurde.

## Geschichte
2008 wurde Infected Rain von Gitarrist Vadim „Vidick“ Ozhog, der Sängerin Elena „Lena Scissorhands“ Cataraga und Ivan „DJ Kapa“ Kristioglo gegründet.
Die Band spielte zum ersten Mal auf einer Slayer Tribute Show am 3. August 2008. Noch im selben Monat wurde eine erste Demo-CD mit drei Songs aufgenommen: With Me, Parasite und No Idols.
Die nächsten zwei Jahre waren geprägt durch Auftritte bei verschiedenen Konzerten in Moldawien, Rumänien und der Ukraine. Infected Rain gewannen den 1. Platz beim BigUp-Urban-Fest in 2009 und setzten ihre erfolgreichen Shows bei Forest-Kap 2010 und 2011 fort. Im Sommer 2009 wurde die erste EP mit sechs Songs veröffentlicht: Judgmental Trap, Panika, No More, Escape, Go Away und Homeless. Im Winter wurde das erste Musikvideo zu dem Song Judgmental Trap gedreht.
Das erste Album der Band mit dem Titel Asylum wurde am 25. November 2011 veröffentlicht, gefolgt von einer Tournee durch Rumänien, um den Bekanntheitsgrad der Band und des Albums zu steigern.
Im Januar 2012 veröffentlichte die Band ihr zweites Musikvideo zu dem Song At the Bottom of the Bottle und spielte kurz danach als Headliner auf dem Metal-Special-Fest.
Im Juni spielte Infected Rain auf dem OST-Fest 2012 in Bukarest und teilte die Bühne mit Dimmu Borgir und Mötley Crüe. Kurz darauf wurde ein weiteres Musikvideo zu dem Song Me Against You in Zusammenarbeit mit der Moldawien-Extreme-MotoCross-Gruppe produziert. Das Video verzeichnete bei YouTube in fünf Jahren 2,4 Millionen Aufrufe.
Am 8. März 2013 wurde das Musikvideo zu dem Song Stop Waiting veröffentlicht, den die Band bei ihren Konzerten regelmäßig spielt. Im Herbst 2013 absolvierte die Band ihre erste größere Tournee durch Rumänien, Russland, Ukraine und Bulgarien. Mit der Veröffentlichung des zweiten Albums Embrace Eternity am 15. März 2014 entwickelte sich die Band musikalisch weiter, indem der Gesang zwischen Klargesang und Growls noch deutlicher variierte. Dem zugrunde lag ein Vocal Coaching in den USA, dem sich Lena Scissorhands unterzog.
Im Herbst 2014 startete die Band ihre erste große Europatournee, die sie durch 12 Länder führte.
Zwei weitere Musikvideos, Sweet Sweet Lies und Enslaved by a Dream, wurden im Januar 2015 auf ihrem offiziellen YouTube-Kanal veröffentlicht. Gleichzeitig präsentierte sich die Band auf namhaften europäischen Festivals.
Eine härtere musikalische Ära von Infected Rain begann mit der Veröffentlichung der Single Serendipity im Februar 2016, gefolgt von dem über eine Million Mal aufgerufenen 4K-Video Mold.
Im April 2017 wurde das komplette Album 86 auf dem offiziellen YouTube-Kanal der Band bereitgestellt. Im Frühling 2017 stellte die Band ihr Album 86 auch im Rahmen einer Tournee vor und spielte einige Konzerte als Vorband von Lacuna Coil, gefolgt von mehreren Festival-Auftritten in Deutschland, dem Rockharz, Summer Breeze und Riverside-Festival.
Am 18. Oktober 2019 wurde ihr viertes Studioalbum Endorphin veröffentlicht.
Am 15. Juni 2021 wurde bekanntgegeben, dass Infected Rain einen Vertrag mit der Buchungsagentur Napalm Events, die zu dem Musiklabel Napalm Records gehört, abgeschlossen haben. Nach 19-monatiger Bühnenabstinenz, die auf die COVID-19-Pandemie zurückzuführen war, gab die Band am 31. Juli 2021 ihr erstes Konzert auf dem Faine Misto Festival in der Ukraine. Von August bis Oktober 2021 absolvierten Infected Rain ihre erste, 29 Konzerte umfassende Tournee durch die USA mit den Bands Butcher Babies und Stitched Up Heart.
Das fünfte Studioalbum erschien am 7. Januar 2022 unter dem Titel Ecdysis, gefolgt von einer Europa-Tournee im Frühjahr desselben Jahres. Am 14. April 2023 wurde The Devil’s Dozen veröffentlicht. Dabei handelt es sich um die Aufzeichnung eines Streaming-Konzertes, das am 26. November 2021 produziert wurde. Die Veröffentlichung erfolgte zum 15-jährigen Bestehen der Band auf zwei CDs sowie DVD und BluRay.

## Stil
Infected Rain spielen eine Mischung moderner Stilrichtungen des Metal mit Einflüssen von Korn, Deftones, Kittie und berühren in Teilen ihrer Songs auch Bereiche des Metalcore. Der Gesang von Lena Scissorhands variiert zwischen Screams, melodischem Klargesang und tiefen Growls. Die Studioalben wurden im Studio von „Must Music“ von Voluta Valentin, dem Bruder des Schlagzeugers, produziert.

Infected Rain beim RockHarz 2017
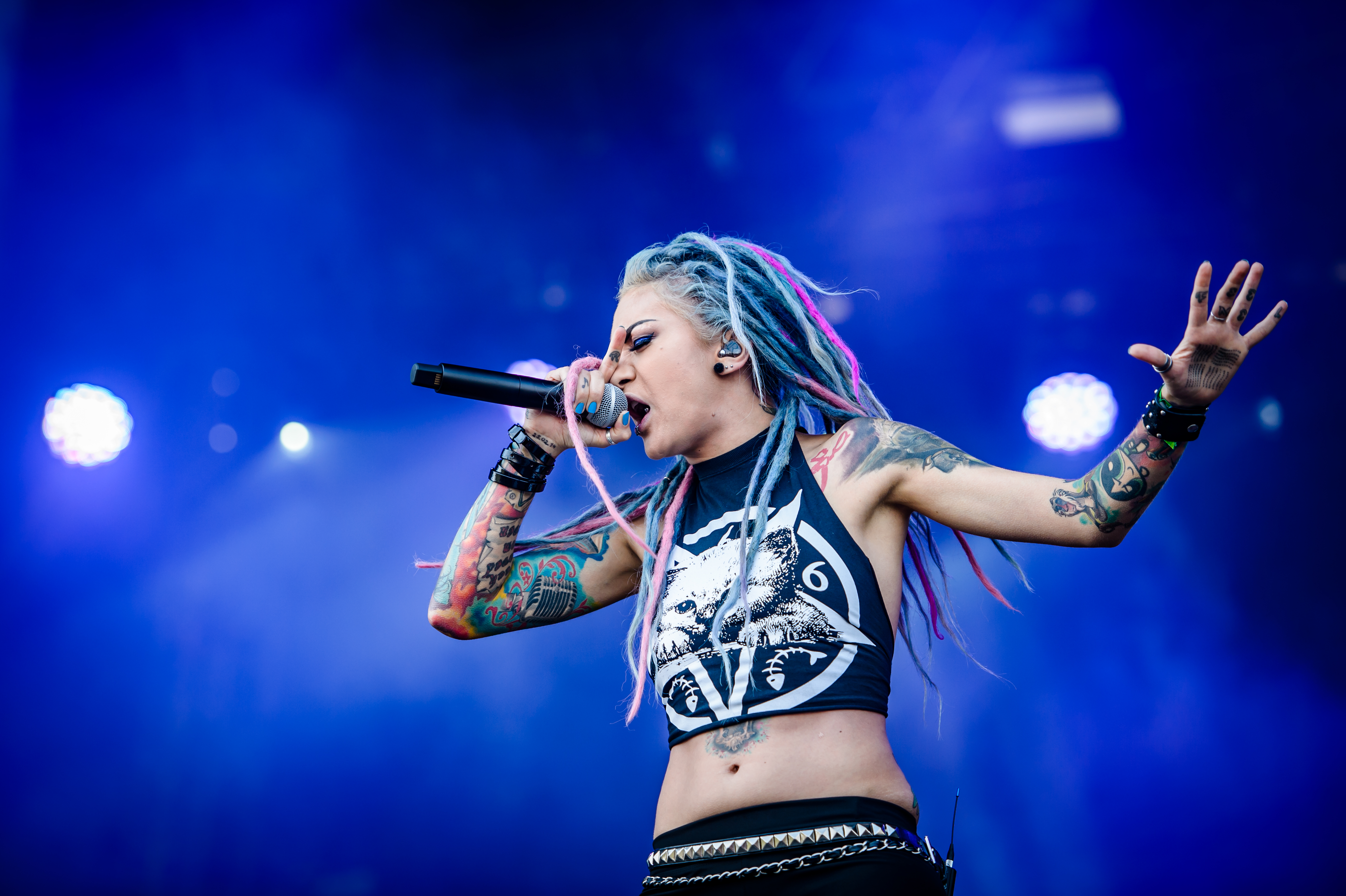
Elena Cataraga
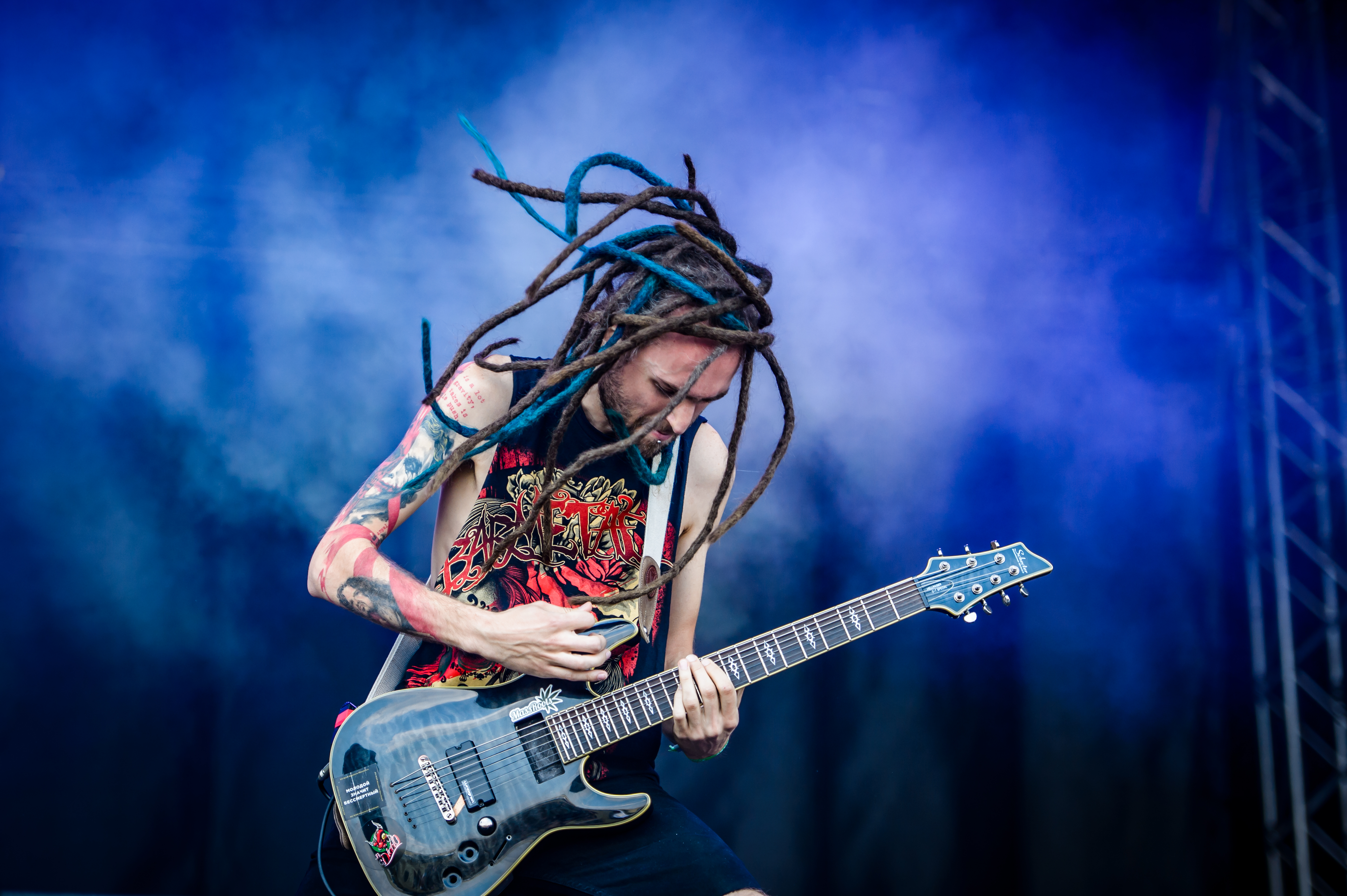
Vadim „Vidick“ Ozhog
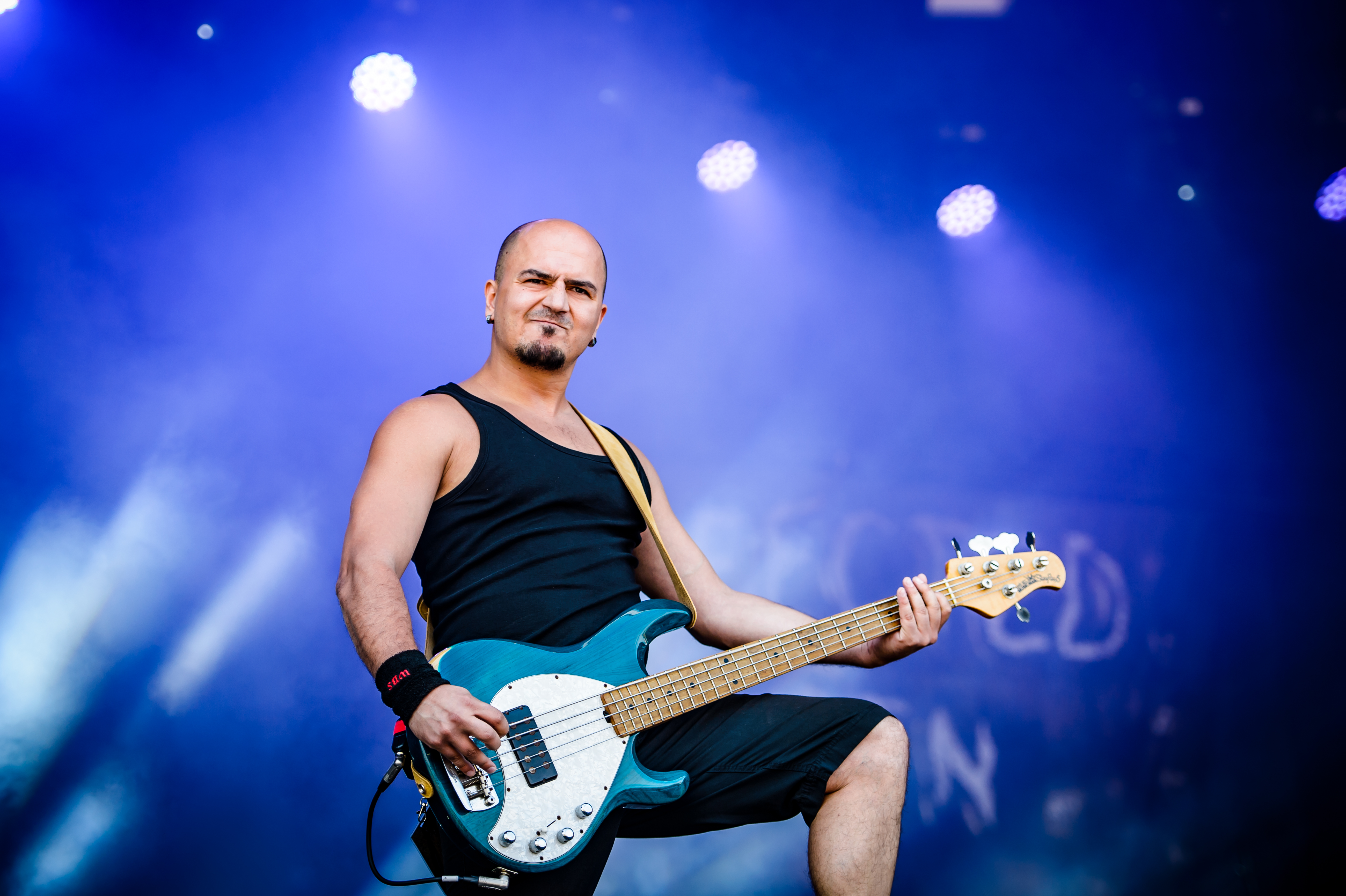
Vladimir Babici
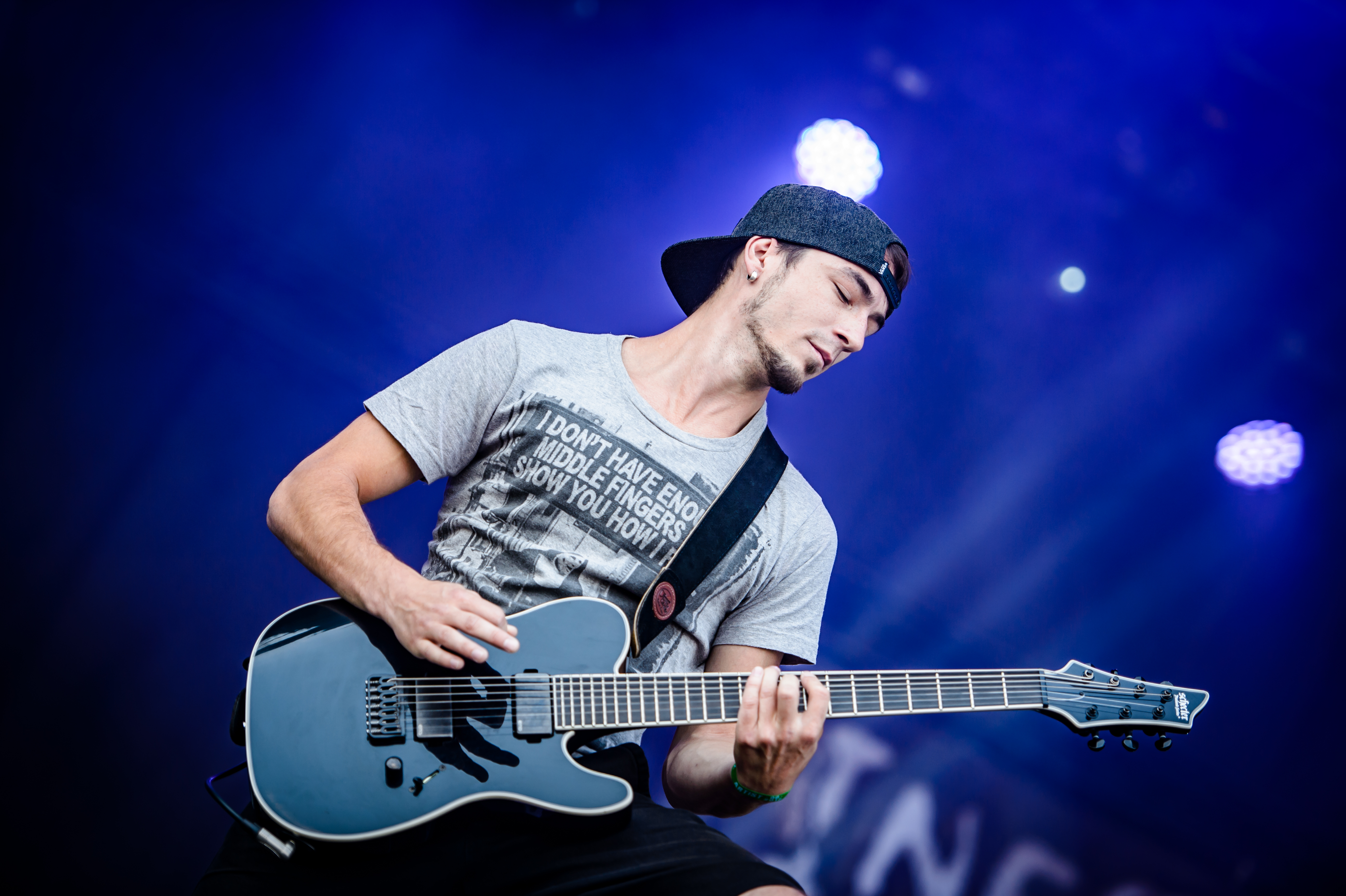
Sergey Babici
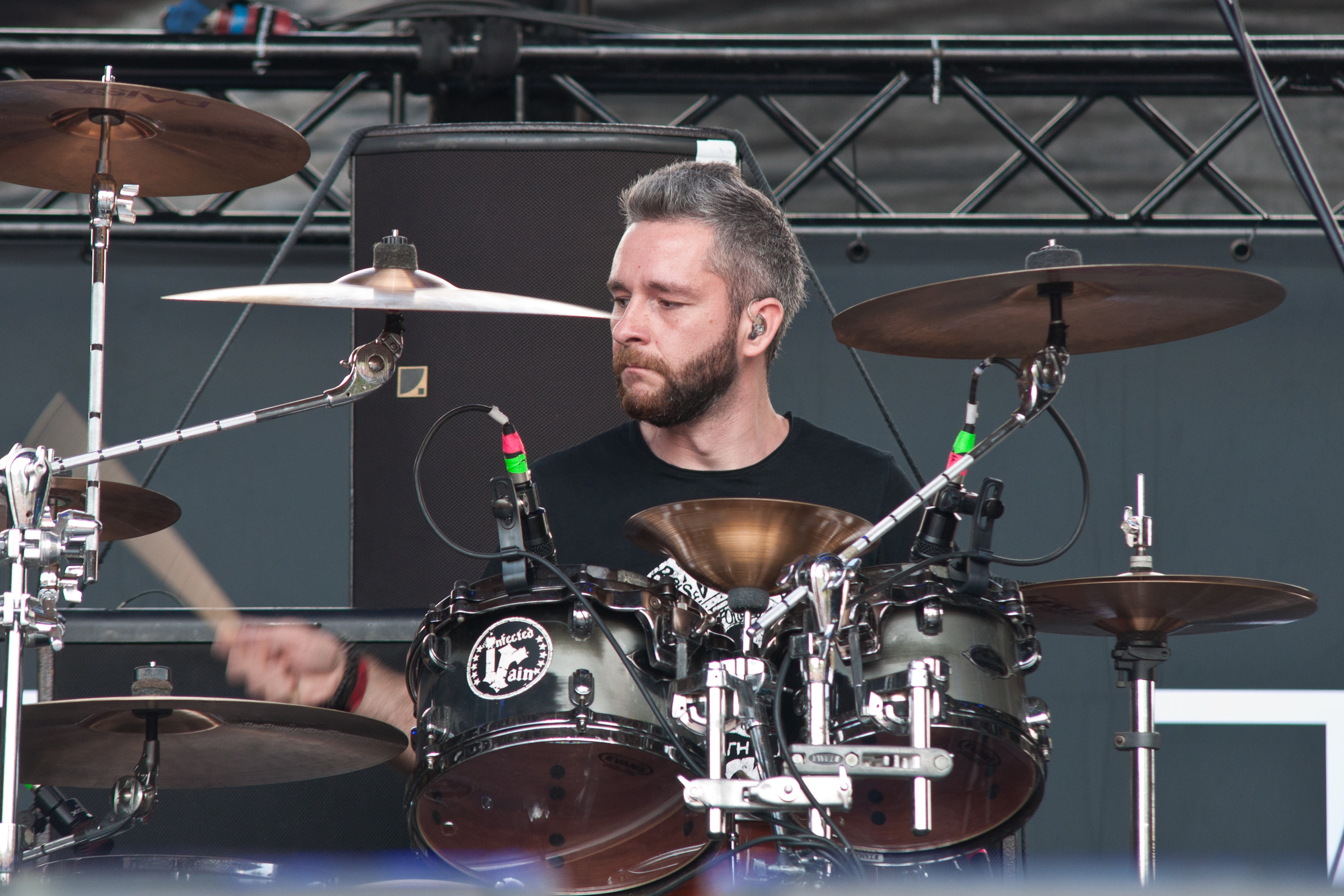
Eugene Voluta beim Masters of Rock, 2018

## Diskografie

### Studioalben
- 2011: Asylum
- 2014: Embrace Eternity
- 2017: 86
- 2019: Endorphin
- 2022: Ecdysis
- 2024: Time

### Livealben
- 2023: The Devil’s Dozen

### Singles/Musikvideos
- 2013: Stop Waiting
- 2016: Serendipity
- 2016: Intoxicating
- 2017: Mold
- 2017: Fool the Gravity
- 2019: Passerby
- 2019: The Earth Mantra
- 2019: Lure
- 2019: Storm
- 2019: Black Gold
- 2021: Postmortem Pt. 1
- 2021: Fighter
- 2021: The Realm of Chaos (feat. Heidi Shepherd)
- 2022: Longing

### EPs
- 2009: Judgemental Trap
- 2011: EP 2009

### Demos
- 2008: Demo 2008